# C/1992 F1 Tanaka-Machholz
La cometa Tanaka-Machholz, formalmente C/1992 F1 (Tanaka-Machholz), è una cometa non periodica scoperta il 24 marzo 1992 dagli astrofili Zenichi Tanaka, giapponese, e Donald Edward Machholz, statunitense.